# Hönan Solvej
Hönan Solvej är en bilderbok för barn av Ingrid Wigur utgiven 2009. Boken handlar om en höna och är skriven både på jämtska och svenska. 